# Pasandeh-ye Olya
Pasandeh-ye Olya (em persa: پسنده عليا, também romanizada como Pasandeh-ye ‘Olyā; também conhecida como Pasandeh-ye Bālā) é uma aldeia do distrito rural de Langarud, no condado de Abbasabad, da província de Mazandaran, Irã.
No censo de 2006, sua população era de 622 habitantes, em 175 famílias.